# Cueta striata
Cueta striata is een insect uit de familie van de mierenleeuwen (Myrmeleontidae), die tot de orde netvleugeligen (Neuroptera) behoort. 
Cueta striata is voor het eerst wetenschappelijk beschreven door Kimmins in 1943.